# Hochbronn (Bühlerzell)
Hochbronn ist ein Weiler in der Gemeinde Bühlerzell im Landkreis Schwäbisch Hall im nordöstlichen Baden-Württemberg. Der Ort besteht aus fünf Anwesen mit einem knappen Dutzend Hausnummern.

## Geographische Lage
Hochbronn liegt in einer Lichtung rechts am Hang zum Wernersberg über dem hier westsüdwestwärts zur Bühler fließenden Uhlbach. Dieser ist die Grenze der Gemeinde Bühlerzell, deren namengebender Hauptort in Luftlinie etwa vier Kilometer nordwestlich entfernt ist, zur Gemeinde Adelmannsfelden im Ostalbkreis. Eine Kreisstraße (K 3242 im Nachbarkreis, K 2629 im eigenen) führt aus Richtung Adelmannsfelden über dessen Weiler Haid durch Hochbronn nach dem Weiler Schönbronn; auf ihr und weiteren Straßen gelangt man nach etwa 6,5 km langer Strecke nach Bühlerzell.

## Geschichte
Der Weiler könnte Ende des 18. Jahrhunderts angelegt worden sein, denn zu Beginn des 19. Jahrhunderts wird er genannt als eine „Kolonie von 5 auf Wiesenplätzen neuerbauten Häusern“ mit 5 Bürgern und Inwohnern, im Ganzen 30 Seelen. Er gehörte bis 1812 zur Nachbargemeinde Adelmannsfelden und ist damit der jüngste Ortsteil von Bühlerzell. 1886 wird eine Einwohnerzahl von 37 genannt.